# Педро Родригес
Педро Родригес де ла Вега (на испански: Pedro Rodríguez de la Vega) е мексикански автомобилен състезател участвал и във Формула 1. Роден е в Мексико Сити и е по-голям брат на пилота Рикардо Родригес.

## Кариера
Педро е национален шампион през 1953 и 1954 г. с мотоциклетит. Той направи своя международен дебют с автомобили в Насау през 1957 г. с Ферари.
Той е само на осемнадесет, когато вносителя на Ферари за САЩ Луиджи Чинети го изпраща да се състезава в Льо Ман зад волана на Ферари 500 TR Testa Rossa. Педро си партнира с Жозе Бера, брат на Жан Бера. Той се връща всяка година на Льо Ман, четиринадесет пъти общо и спечели през 1968 г. заедно с белгийския пилот Люсиен Бианки с Форд GT40.

## Формула 1
В 1962, Рикардо загина в ужасяваща катастрофа, докато тренира за Голяма награда на Мексико и Педро решава да спре да се състезава. Въпреки това през 1963 г. печели на Дейтона Международна мотописта и участва в първата си Най-голямата награда за Лотус в САЩ и Мексико. Той се състезава във Формула 1 спорадично през 1966 с Ферари и Лотус. Родригес спечели в Южна Африка през 1967 г. и се превърна в постоянен пилот във Формула 1 карайки за Купър-Мазерати през 1967 г., БРМ в 1968, Частния Парнел BRM отбор и Ферари през 1969 г., БРМ в 1970 и 1971, Постигайки втората си победа в Голямата награда на Белгия на Спа през 1970 г.